# Tephromela physodica
Tephromela physodica är en lavart som beskrevs av Kalb & Elix. Tephromela physodica ingår i släktet Tephromela och familjen Mycoblastaceae.   Inga underarter finns listade i Catalogue of Life.